# Chris Langridge
Chris Langridge (Epsom, 2 de maio de 1985) é um jogador de badminton britânico, medalhista olímpico e especialista em duplas.

## Carreira
Langridge representou seu país nos Jogos Olímpicos de Verão de 2016, conquistando a medalha de bronze nas duplas masculinas ao lado de Marcus Ellis.